# Strontium-89
Strontium-89 là một đồng vị phóng xạ của strontium được tạo ra bởi quá trình phân hạch hạt nhân với chu kỳ bán rã 50 tới 57 ngày. Nó phân rã β thành yttrium-89 .Strontium-89 có thể ứng dụng trong y học.

## Lịch sử
Nó được sử dụng lần đầu tiên bởi nhà khoa học người Bỉ Charles Pecher. Pecher đã nộp bằng sáng chế vào tháng 5 năm 1941 để tổng hợp strontium-89 và ytri-86 bằng cách sử dụng cyclotron và ông cũng mô tả việc sử dụng strontium cho mục đích điều trị.

## Tác dụng sinh lý và sử dụng y tế

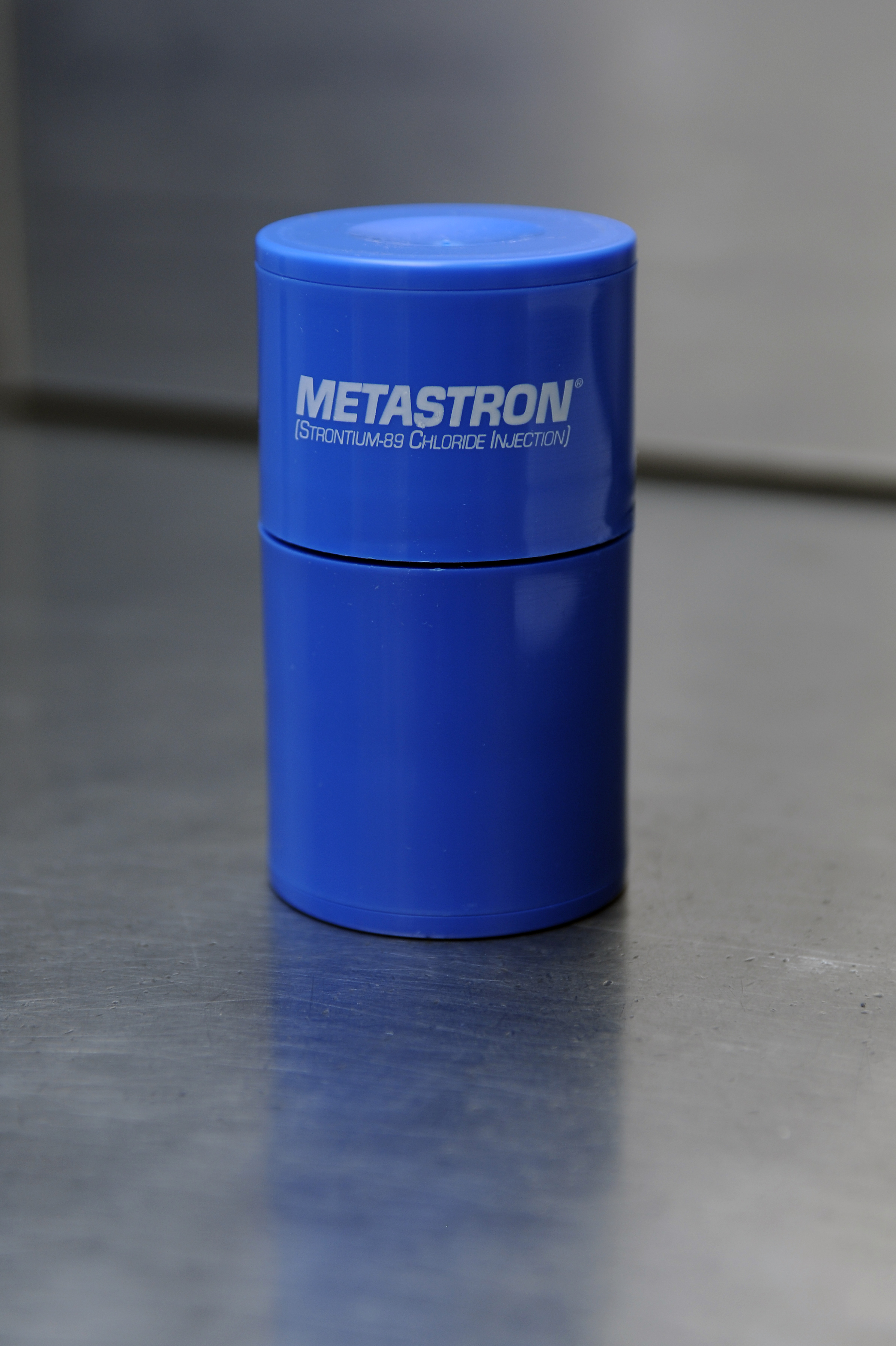
Metastron, một chế phẩm của strontium-89 chloride do GE Health sản xuất và được sử dụng cho các mục đích như điều trị ung thư tuyến tiền liệt.

Strontium thuộc cùng họ định kỳ với calci (kim loại kiềm thổ) và được chuyển hóa theo cách tương tự.89 Sr, được sử dụng trong điều trị di căn osseous (xương) ưu tiên nhắm vào các vùng hoạt động trao đổi chất của xương.
Như vậy, tiêm tĩnh mạch hoặc tiêm tĩnh mạch 89 Sr có thể hữu ích trong việc giảm nhẹ di căn xương đau đớn, vì nó cho phép phóng xạ nhắm mục tiêu đến tổn thương di căn, gây ra apoptosis của tế bào, tổn thương màng và protein. Sau đó, đau xương do giải phóng cytokine tại vị trí tổn thương, chèn ép dây thần kinh liên quan đến xương và kéo dài màng đáy có thể giảm. Điều trị bằng 89 Sr đặc biệt hiệu quả ở bệnh nhân ung thư tuyến tiền liệt kháng nội tiết tố, thường dẫn đến giảm nhu cầu về thuốc giảm đau opioid, tăng thời gian cho đến khi xạ trị thêm và giảm dấu hiệu khối u.
Nó là một đồng vị phóng xạ nhân tạo được sử dụng trong điều trị ung thư xương. Trong trường hợp bệnh nhân ung thư có di căn xương lan rộng và đau đớn, sử dụng 89 Sr dẫn đến việc đưa các hạt beta trực tiếp đến khu vực có vấn đề về xương, trong đó lượng calci là lớn nhất.